# Perdita abdominalis
Perdita abdominalis är en biart som beskrevs av Timberlake 1960. Perdita abdominalis ingår i släktet Perdita och familjen grävbin. Inga underarter finns listade i Catalogue of Life.